# Журавницькі
Журавницькі, або Жоравницькі — руський шляхетський рід.

## Представники
- Іван — поет-сатирик

- Олександр — луцький староста, війт, дружина — Анна Красенська
  - Марко — дідичний війт Луцька, 16 листопада 1611 склав заповіт, прямих нащадків не мав
  - Василь — війт Луцька, помер до 24 червня 1584
  - Олександра — дружина Олександра Загоровського

- Тома (Томаш) — посідач війтівства у Луцьку